# Issa Marega
Issa Marega (Sèvres, 20 april 1998) is een Frans voetballer met Malinese roots die sinds 2019 uitkomt voor LB Châteauroux. Marega is een verdediger.

## Carrière
Marega genoot zij jeugdopleiding bij Sèvres FC, Athletic Club de Boulogne-Billancourt, Meudon AS, FC Porto en SM Caen. In januari 2019 plukte Cercle Brugge hem weg uit het B-elftal van Caen. Marega werd meteen een vaste waarde bij Cercle, maar nauwelijks een half jaar na zijn komst vertrok hij alweer naar de Franse tweedeklasser LB Châteauroux.

## Clubstatistieken
| Seizoen         | Club            | Land               | Competitie         | Competitie | Competitie | Beker | Beker | Europees | Europees | Totaal | Totaal |
| Seizoen         | Club            | Land               | Competitie         | Wed.       | Dlp.       | Wed.  | Dlp.  | Wed.     | Dlp.     | Wed.   | Dlp.   |
| --------------- | --------------- | ------------------ | ------------------ | ---------- | ---------- | ----- | ----- | -------- | -------- | ------ | ------ |
| 2018/19         | SM Caen         | Vlag van Frankrijk | Ligue 1            | 0          | 0          | 0     | 0     | —        | —        | 0      | 0      |
| 2018/19         | Cercle Brugge   | Vlag van België    | Jupiler Pro League | 15         | 0          | 0     | 0     | —        | —        | 15     | 0      |
| 2019/20         | LB Châteauroux  | Vlag van Frankrijk | Ligue 2            | 8          | 0          | 0     | 0     | —        | —        | 8      | 0      |
| Carrière totaal | Carrière totaal | Carrière totaal    | Carrière totaal    | 23         | 0          | 0     | 0     | 0        | 0        | 23     | 0      |

Bijgewerkt op 14 mei 2020.